# Niederselters
Niederselters is een plaats in de Duitse gemeente Selters (Taunus), deelstaat Hessen, en telt 3222 inwoners (2002).